# Vicenç de Lleó
Vicenç de Lleó (mort a Lleó, 554 o 555), va ésser un monjo benedictí, abat del monestir de San Clodio de Lleó. És venerat com a sant per diverses confessions cristianes.
Vicent, ja abat de San Clodio, es va significar en la lluita contra l'heretgia arriana. Durant una invasió de sueus arrians, comandats per Recià, aquest van atacar el monestir, que era a la rodalia de Lleó, i van detenir-ne l'abat. Torturat, va mantenir la seva posició envers l'heretgia i va ésser condemnat, essent mort d'un cop d'espasa al cap.
Dos dies després, també van ésser morts el prior del monestir, Ramir, i dotze monjos que van restar, mentre que la resta de la comunitat va fugir.
Les seves restes van ser enterrades al monestir, però amb el temps es van perdre, llevat de les de Vicenç i Ramir. Les de Vicenç van ésser traslladades, quan la invasió musulmana, a la catedral d'Oviedo, on es dipositaren en una arca d'argent, avui a la Cámara Santa.